# Сборная Самоа по мини-футболу
Сборная Самоа по мини-футболу — национальная команда по мини-футболу, представляющая Самоа в международных соревнованиях. Управляется Футбольной федерацией Самоа.

## История
Сборная Самоа никогда не участвовала в чемпионатах мира по мини-футболу.
Её выступления на континентальном уровне ограничиваются тремя участиями в чемпионатах Океании. Дебют состоялся в 1996 году в Порт-Виле, где сборная Западного Самоа заняла 4-е место среди четырёх команд, проиграв Австралии (1:23, 2:21), Вануату (2:10, 4:5) и Фиджи (2:11, 6:8).
В 1999 году в Порт-Виле самоанцы заняли 6-е место среди семи команд, одержав первую победу на сборной Островов Кука (5:3) и проиграв остальные матчи Австралии (1:13), Папуа — Новой Гвинее (4:6), Новой Зеландии (3:4), Вануату (2:6) и Фиджи (4:8).
В 2004 году в Канберре сборная Самоа стала последней среди шести команд, потерпев поражения от Фиджи (0:4), Соломоновых Островов (3:6), Вануату (4:7), Австралии (0:5) и Новой Зеландии (2:6).

## Результаты выступлений

### Чемпионат Океании
- 1996 — 4-е
- 1999 — 6-е
- 2004 — 6-е